# Các món ăn từ thịt lợn

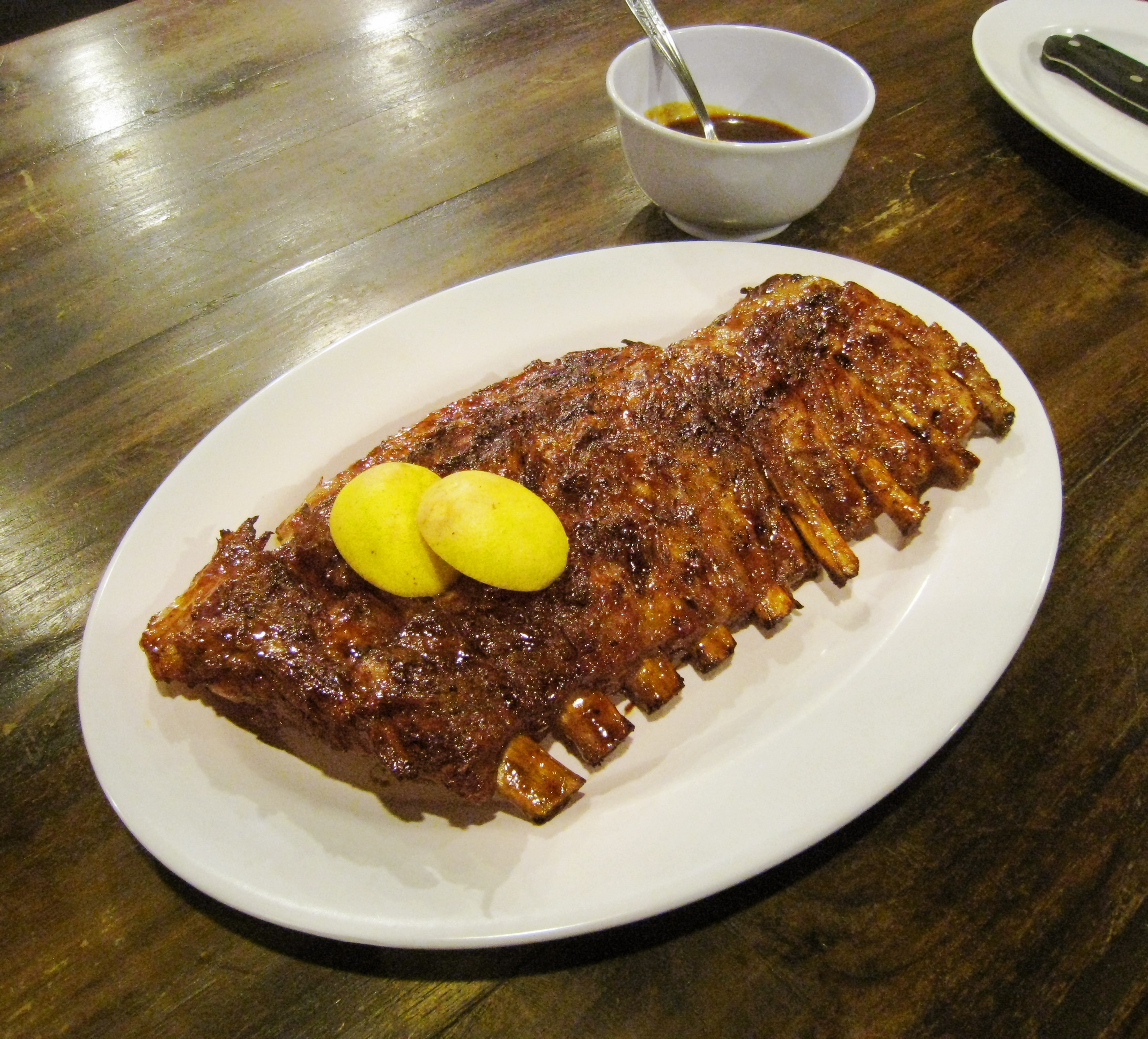
Một dẻ sườn quay

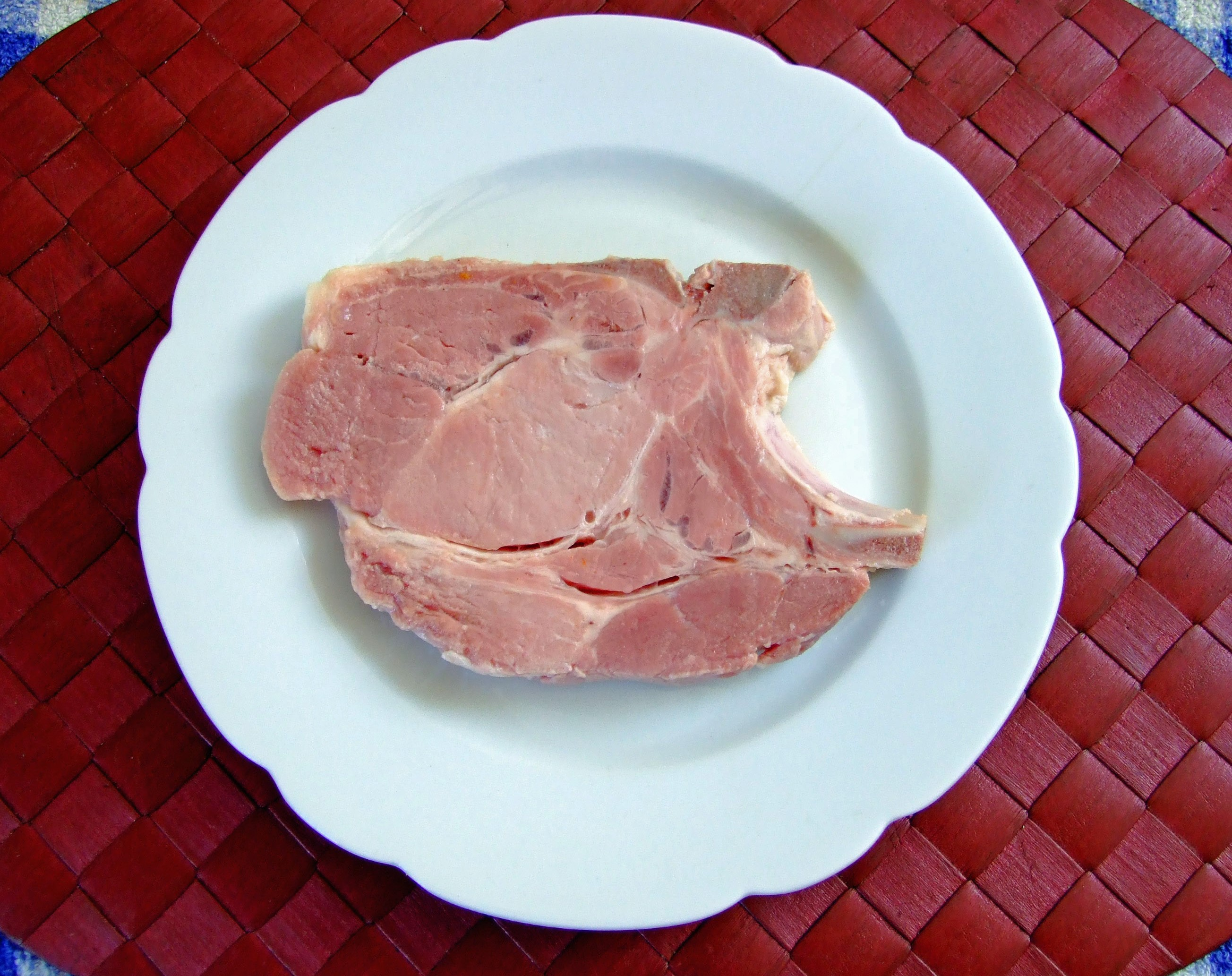
Thịt heo ướp muối ở Đức

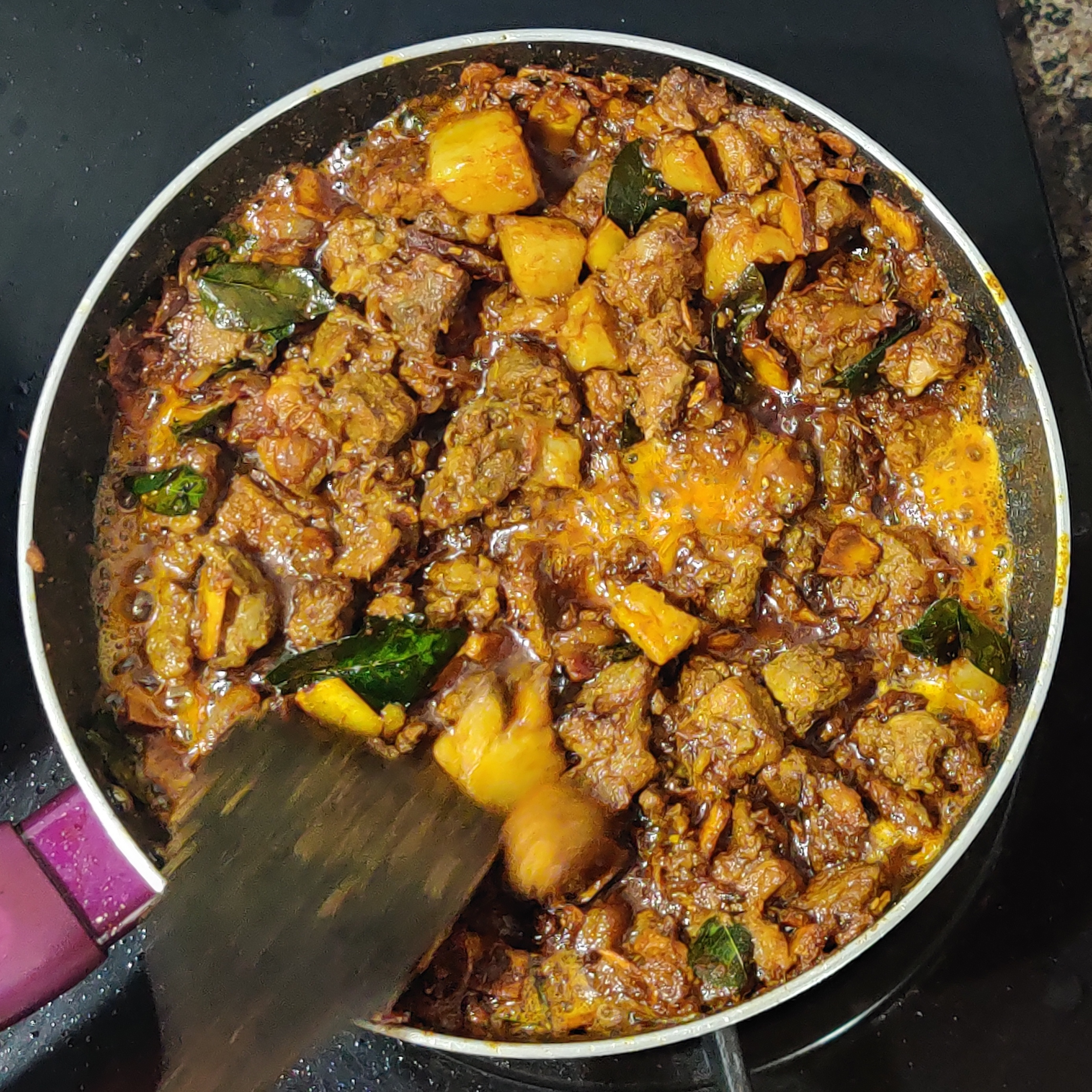
Cà ri thịt lợn ở Ấn Độ

Thịt lợn (thịt heo) là một nguyên liệu rất phổ biến trong các món ăn từ thịt trên thế giới. Thịt lợn là thịt từ những con lợn nhà (Sus domesticus). Đây là một trong những loại thịt phổ biến nhất trên toàn thế giới, có bằng chứng về chăn nuôi lợn từ năm 5000 TCN. Thịt heo được ăn vừa tươi chín vừa bảo quản. Việc tiêu thụ thịt heo bị cấm trong đạo Do Thái giáo, đạo Hồi, và một số giáo phái Kitô giáo như Cơ Đốc Phục Lâm ngày thứ bảy vì lợn được cho là loài ô uế. Thịt heo hơi có thể chứa Trichinosis, một bệnh ký sinh trùng gây ra bởi ăn thịt heo sống hoặc chưa nấu chín (tái) hoặc bị nhiễm ấu trùng của một loài giun tròn Trichinella spiralis, thường được gọi là sâu trichina, cũng như sán gạo (thịt lợn gạo). Tại Hoa Kỳ, Bộ Nông nghiệp Hoa Kỳ khuyến cáo nấu thịt lợn trên mặt đất đến nhiệt độ bên trong 160 °F, sau đó dừng khoảng 3 phút và nấu toàn bộ cắt đến nhiệt độ bên trong tối thiểu là 145 °F,

## Danh sách

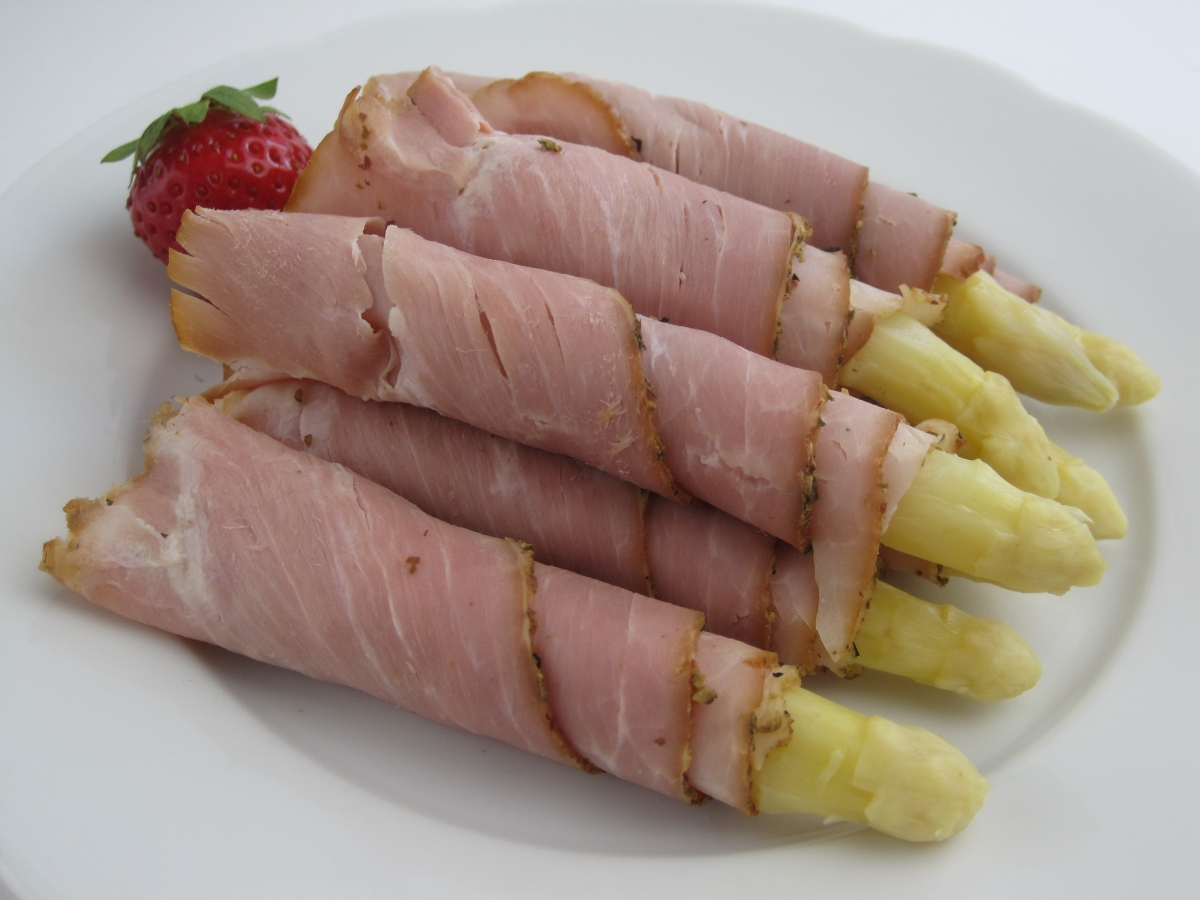
Thịt nguội cuốn măng tây

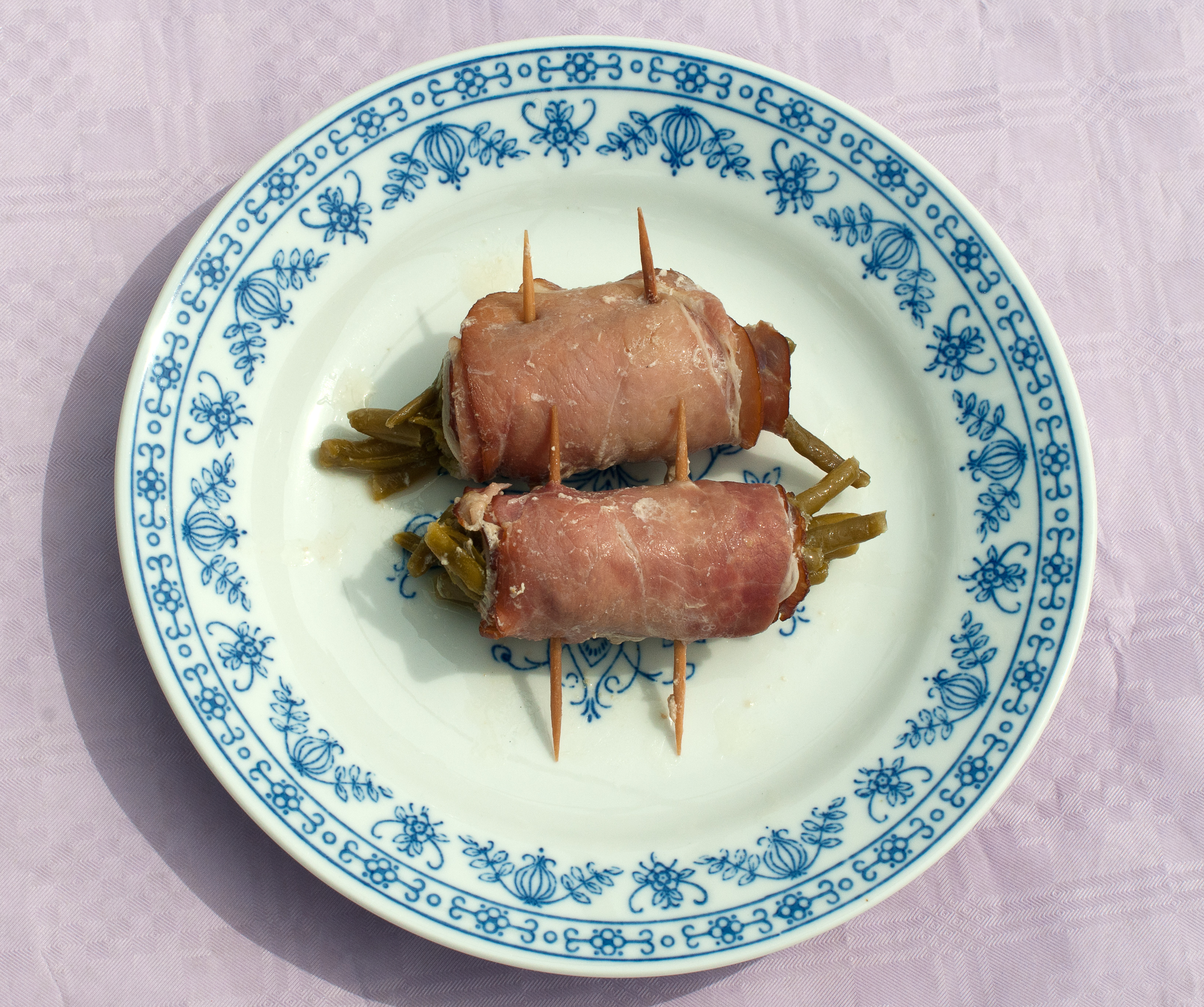
Thịt nguội cuốn măng tây

Đây là một danh sách chưa hoàn tất, và có thể sẽ không bao giờ thỏa mãn yêu cầu hoàn tất. Bạn có thể đóng góp bằng cách mở rộng nó bằng các thông tin đáng tin cậy.

### A
- Afelia
- Amatriciana sauce
- Adobo kiểu Philippines

### B
- Babi guling (heo sữa)
- Babi kecap
- Babi panggang
- Bacon Explosion
- Baconique meal
- Bak kut teh
- Bay sach chruk
- Bakkwa
- Balchão
- Bandeja paisa
- Bánh bao xá xíu
- Bánh canh
- Bánh cuốn
- Bánh mì kẹp Bondiola
- Bánh mì kẹp giăm bông
- Bánh mì Việt Nam
- Bánh tẻ
- Brændende kærlighed
- Bujta repa
- Bulgogi
- Bún bò Huế
- Butadon
- Butajiru
- Bữa sáng đầy đủ

### C
- Cao lầu
- Carne de chango
- Carne de Porco à Alentejana
- Carne de vinha d'alhos
- Carnitas
- Cassoeula
- Chả giò
- Chả lụa
- Chanpuru
- Chorizo
- Chicharrón
- Ciccioli
- Cochinita pibil
- Cochonnaille
- Cơm tấm
- Cotechino Modena
- Crackling bread
- Crispy pata
- Crubeens

### D
- Dinuguan
- Dongpo pork

### E
- Eisbein
- Espetada

### F
- Fabada asturiana
- Flæskesteg
- Frankfurter Rippchen
- Fritada
- Full breakfast
- Fun guo

### G
- Galbi
- Geera pork
- Giăm bông

### H
- Ham and egg bun
- Hamonado
- Haslet
- Hongshao rou
- Horumonyaki

### I
- Inihaw na liempo

### J
- Jambonette
- Jambonneau
- Jokbal
- Judd mat Gaardebounen

### K
- Kakuni
- Kalakukko
- Kalbi
- King Rib
- Khao kan chin
- Kotlet schabowy
- Kushikatsu
- Kushiyaki

### L
- Laulau
- Lechon Kawaii
- Lechona
- Lợn Bắc Kinh
- Likëngë
- Limerick Ham
- Livermush
- Lountza

### M
- Machaca
- Mavželj
- Medisterpølse
- Mett
- Minced pork rice
- Moo shu pork

### N
- Nataing
- Nam ngiao

### O
- Oreilles de crisse

### P
- Pambazo
- Pastie
- Pata giòn
- Petit Salé
- Pickle meat
- Pig fallopian tubes
- Heo quay (Pig roast)
- Tai lợn
- Pig's organ soup
- Móng lợn (Pig's trotters)
- Pizza carbonara
- Porchetta
- Pork and beans
- Pork ball
- Pork blood soup
- Chả chìa (Pork chop)
- Pork chop bun
- Pork knuckle
- Pork Knuckles and Ginger Stew
- Pork pie
- Pork ribs
- Pulled pork
- Pyeonyuk

### R
- Lợn sữa quay (Roasted piglet)
- Rosticciana
- Rou jia mo

### S
- Saksang
- Salsiccia cruda
- Saltimbocca
- Samgyeopsal
- Sarapatel
- Sate babi
- Schweinshaxe
- Schwenker
- Se'i
- Senate bean soup
- Sisig
- Siu yuk
- Skirts and kidneys
- Slavink
- Spiced meat roll
- St. Louis-style barbecue
- Steam minced pork
- Stegt flæsk
- Stuffed chine
- Stuffed ham
- Suckling pig
- Švargl
- Syltelabb

### T
- Tamale
- Taro dumpling
- Pork tenderloin
- Pork tenderloin sandwich
- Tokwa't baboy
- Tonkatsu
- Tourtière
- Tim sư tử
- Thịt kho hột vịt
- Trinxat
- Tóp mỡ
- Tuotuorou
- Twice cooked pork

### V
- Vindaloo
- Vinyali

### W
- Wet Tha Dote Htoe

### X
- Xá xíu

### Y
- Yuk Sung
- Yuxiangrousi

## Xúc xích
- Bacon Explosion
- Bagel dog
- Bangers and mash
- Battered sausage
- Bigos
- Boliche
- Botifarra
- Cassoulet
- Cheese dog
- Chicken bog
- Chili dog
- Chorrillana
- Coddle
- Corn dog
- Cozido
- Currywurst
- Fasole cu cârnaţi
- Galette
- Galette-saucisse
- Gumbo
- Helzel
- Hot dog variations
- Jambalaya
- Klobasnek
- Ketwurst
- Linsen mit Spätzle
- Maxwell Street Polish
- Michigan hot dog
- Olivier salad
- Pasulj
- Pepperoni roll
- Pigs in blankets
- Polish Boy
- Port sausage
- Pringá
- Qazy
- Ragù alla salsiccia
- Red beans and rice
- Salchipapas
- Sausage and peppers
- Sausage bread
- Sausage bun
- Sausage gravy
- Sausage roll
- Sausage sandwich
- Siskonmakkara
- Small sausage in large sausage
- Toad in the hole
- Wurstsalat